# Diego Labat
Diego Labat Legarra (Montevideo, 19 de diciembre de 1969) es un economista, contador público y académico uruguayo que se desempeñó como presidente del Banco Central del Uruguay desde el 20 de marzo de 2020 hasta el 25 de julio de 2024.

## Biografía

### Primeros años y educación
Nació en Montevideo en 1969. Cursó sus estudios primarios en la Escuela 123 de Los Cerrillos, Departamento de Canelones, mientras que los secundarios en el Liceo N°28 de Montevideo. Se graduó como economista de la Universidad de la República en 1993, y como contador público tres años después, en 1996.
En 2011 completó un Corporate Development Program (CDP) en el campus de Madrid del IESE Business School de la Universidad de Navarra. Asimismo, en 2014 realizó un Programa de Alta Dirección (PAD) en el Instituto de Estudios Empresariales de Montevideo.                                                  

### Carrera profesional y pública
En 1993 ingresó al ABN AMRO Uruguay para desempeñar tareas de negocios con el exterior, auditoría interna y contaduría. En 2001 asumió el puesto de Contador General de dicha institución financiera, ocupándolo hasta 2008, cuando fue nombrado en el mismo cargo en el Banco Santander. En 2012 fue ascendido a director financiero de la institución, formando parte a su vez, del comité de dirección del mismo hasta 2015. Ha servido también como director de la Bolsa Electrónica de Valores (BEVSA).
Entre 1996 y 2013 sirvió como docente en la Facultad de Ciencias Económicas de la Universidad de la República, y desde 1998 a 2004 y nuevamente de 2008 a 2011 en la Universidad de Montevideo. Ha sido además, profesor en cursos de grado y en el posgrado de Finanzas en la Universidad Católica del Uruguay, y columnista en la sección económica del periódico El País.
Ingresó a la política en 2015 como director de la Administración Nacional de Combustibles, Alcohol y Portland (ANCAP) en representación del Partido Nacional. El 4 de marzo de 2020 el presidente Luis Lacalle Pou lo designó presidente interino del Banco Central del Uruguay a fin de garantizar el funcionamiento del mismo hasta la aprobación de la vacante por parte de la Cámara de Senadores, de acuerdo a lo establecido en el Artículo 187 de la Constitución de la República. El 17 la cámara alta de la Asamblea General otorgó la venia, y el 20 de marzo Labat asumió el cargo de presidente del Banco Central.
El 25 de julio de 2024 renunció a la presidencia del Banco Central para unirse al equipo económico de la campaña presidencial de Álvaro Delgado Ceretta candidato del Partido Nacional de cara a las elecciones generales de ese año. Fue sucedido por el economista Washington Ribeiro, quien asumió el cargo un día más tarde.

## Reconocimientos
El 3 de enero de 2023 Labat fue reconocido como banquero del año para las América por la publicación británica The Banker.